# 巴利奇
49°45′58″N 23°1′44″E / 49.76611°N 23.02889°E
巴利奇（烏克蘭語：Баличі），是烏克蘭西部的村莊，隸屬利維夫州的亞沃里夫區。該村始建於1400年，面積20.83平方公里，海拔高度284米，2022年人口834，人口密度每平方公里47.38人。